# Glicinija
Glicinija (plava kiša, visterija, lat. Wisteria), biljni rod iz porodice mahunarki raširen po Kini, Koreji i Japanu. Pripada mu najmanje 4 priznatih vrsta drvenastih penjačica. Neke vrste naturalizirane su na istoku Sjedinjenih Država.
Poznati predstavnik je kineska glicinija Wisteria sinensis, poznata po opojnom mirisu.

## Vrste
1. Wisteria brachybotrys Siebold & Zucc., svilenkasta visterija
2. Wisteria floribunda (Willd.) DC., japanska glicinija, japanska visterija
3. Wisteria frutescens (L.) Poir.
4. Wisteria sinensis (Sims) Sweet, kineska glicinija

## Sinonimi
- Bradburia Spreng.
- Diplonyx Raf.
- Kraunhia Raf. ex Greene
- Phaseoloides Duhamel
- Rehsonia Stritch
- Thyrsanthus Elliott
- Wistaria Nutt. ex Spreng.

1. Wisteria brevidentata Rehder = Wisteria sinensis (Sims) DC.
2. Wisteria villosa Rehder = Wisteria sinensis (Sims) DC.